# 圣菲特
圣菲特（德語：Sankt Vith，德語發音：[zaŋkt ˈfɪt]），法语名圣维特（法語：Saint-Vith，法語發音：[sɛ̃ vit] ⓘ），是比利时瓦隆大区列日省韋爾維耶區的一个语言便利城市，东临德国，通行德语，是比利時德語社群与东比利时的一部分，人口9,682人（2018年1月1日）。作为一个语言便利市镇，圣菲特市政部门为法语使用者提供法语服务。